# Талент (Орегон)
Талент (енгл. Talent) град је у америчкој савезној држави Орегон.

## Демографија
По попису из 2010. године број становника је 6.066, што је 477 (8,5%) становника више него 2000. године.
| Група             | 2000.         | 2010.         |
| Белци             | 4.685 (83,8%) | 4.773 (78,7%) |
| Афроамериканци    | 30 (0,5%)     | 49 (0,8%)     |
| Азијати           | 20 (0,4%)     | 57 (0,9%)     |
| Хиспаноамериканци | 693 (12,4%)   | 948 (15,6%)   |
| Укупно            | 5.589         | 6.066         |